# 克盧伊德郡

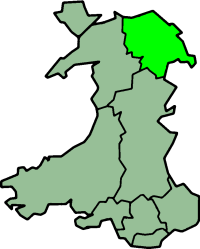
克盧伊德郡的範圍

克盧伊德（英語：Clwyd）是威爾斯歷史上的一個郡，位於威爾斯東北部。郡名取自於克盧伊德河。在1974年至1996年，該郡是威爾斯的八個郡之一。1996年，克盧伊德郡被廢除。傳統上農業是這一地區的主要產業。工業革命時期，這一地區因煤礦而工業化。現在旅遊業則在當地經濟中有重要地位。
53°05′N 3°16′W / 53.09°N 3.27°W